# Abatiză

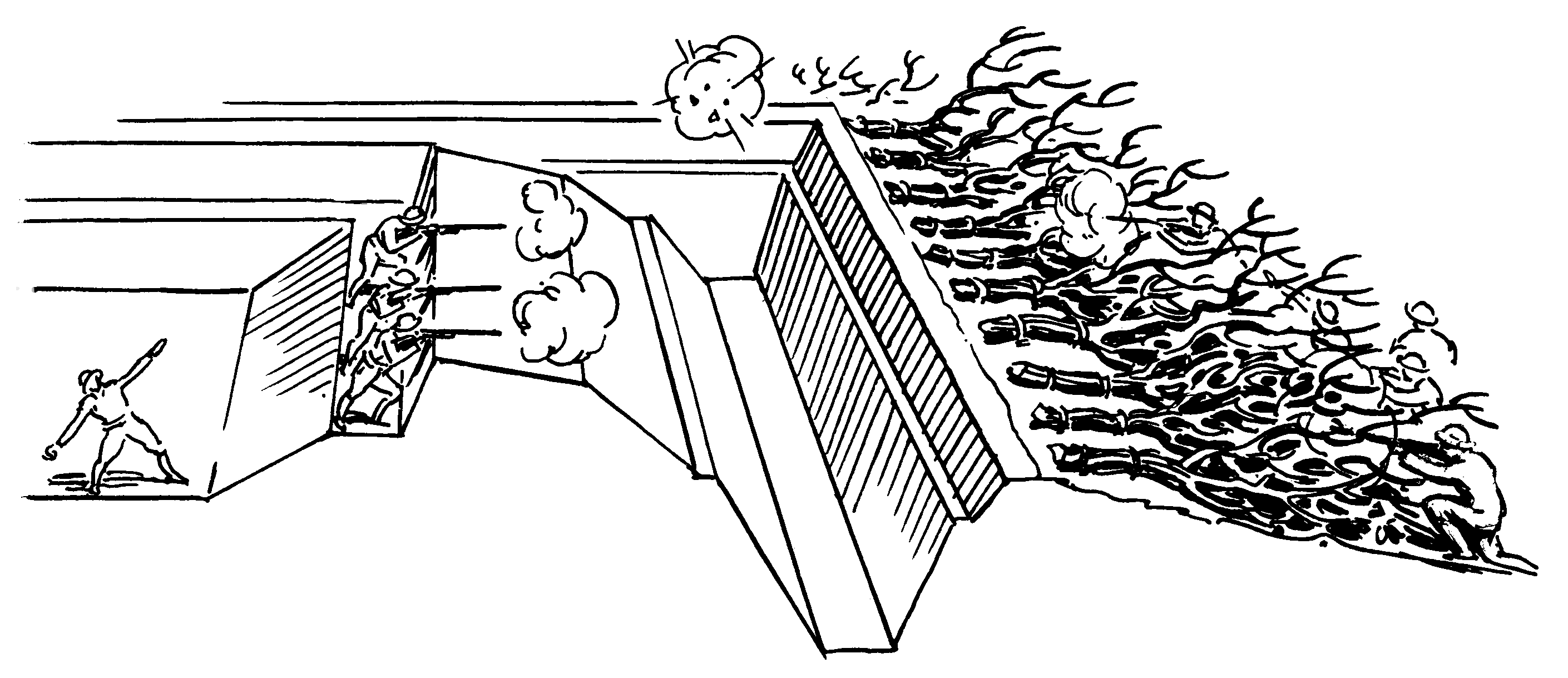
În imagine, luptătorii din defensivă folosesc abatizele pentru a zădărnici atacul inamicului

Abatiza este un baraj împotriva infanteriei, tancurilor sau autovehiculelor, realizat în păduri din copaci doborâți cu vârful spre inamic.
Acest articol conține text din Dicționarul enciclopedic român (1962-1966), aflat acum în domeniul public.